# Atlanta Tennis Championships 2011
Atlanta Tennis Championships 2011 — тенісний турнір, що проходив на кортах з твердим покриттям у місті Атланта, США з 18 липня. Належав до категорії ATP World Tour 250. Був турніром серії Atlanta Open 2011 року.

## Фінальна частина

### Одиночний розряд
Марді Фіш —  Джон Ізнер 3–6, 7–6(8–6), 6–2

### Парний розряд
Олександр Богомолов /  Меттью Ебден —  Маттіас Бахінгер /  Франк Мозер 3–6, 7–5, [10–8]